# Св. св. Козма и Дамян (Скравена)
„Св. св. Чудотворци Козма и Дамян“ е църква в центъра на село Скравена, община Ботевград.
Храмът е издигнат през 1896 година на мястото на църква „Свети Георги“, изградена през 1856 година. Храмът носи името на съществувала църква в древното селище Грамаде. Каменен кръст, пренесен от там се намира в църковния двор. Храмът е изографисан през 1933 година от софийския зограф Апостол Христов. Иконостасът на храма е дело на дебърските майстори от рода Филипови.
В западната част на двора се намират гробовете на Мико Ст. Соларски – Ботев четник и на още десет Ботеви четници. Погребани са на 3 юни 1876 година.